# La Sauvetat (Gers)
La Sauvetat è un comune francese di 365 abitanti situato nel dipartimento del Gers nella regione dell'Occitania.

## Società

### Evoluzione demografica
Abitanti censiti